# Podismopsis
Podismopsis is een geslacht van rechtvleugeligen uit de familie veldsprinkhanen (Acrididae). De wetenschappelijke naam van dit geslacht is voor het eerst geldig gepubliceerd in 1900 door Zubovski.

## Soorten
Het geslacht Podismopsis omvat de volgende soorten:
- Podismopsis altaica Zubovski, 1900
- Podismopsis amplimedius Zheng & Shi, 2010
- Podismopsis amplipennis Zheng & Lian, 1988
- Podismopsis ampliradiareas Zheng, Cao & Lian, 1991
- Podismopsis angustipennis Zheng & Lian, 1988
- Podismopsis aquamopennis Wang, 2007
- Podismopsis bisonita Zheng, Cao & Lian, 1991
- Podismopsis brachycaudata Zhang & Jin, 1985
- Podismopsis dailingensis Zheng & Shi, 2010
- Podismopsis dolichocerca Ren, Zhang & Zheng, 1994
- Podismopsis frontalis Mishchenko, 1951
- Podismopsis gelida Miram, 1931
- Podismopsis genicularibus Shiraki, 1910
- Podismopsis gynaemorpha Ikonnikov, 1911
- Podismopsis humengensis Zheng & Lian, 1988
- Podismopsis insularis Mishchenko, 1951
- Podismopsis jacuta Miram, 1928
- Podismopsis jinbensis Zheng, Cao & Lian, 1991
- Podismopsis juxtapennis Zheng & Lian, 1988
- Podismopsis keisti Nadig, 1989
- Podismopsis konakovi Bey-Bienko, 1948
- Podismopsis mongolica Bey-Bienko, 1959
- Podismopsis mudanjiangensis Ren, Zhang & Zheng, 1994
- Podismopsis planicaudata Liang & Jia, 1994
- Podismopsis poppiusi Miram, 1907
- Podismopsis quadrasonita Zhang & Jin, 1985
- Podismopsis relicta Ramme, 1931
- Podismopsis rufipes Ren, Zhang & Zheng, 1991
- Podismopsis shareiensis Shiraki, 1930
- Podismopsis silvestris Storozhenko, 1986
- Podismopsis sinucarinata Zheng & Lian, 1988
- Podismopsis squamopennis Lu, Wang & Ren, 2011
- Podismopsis styriaca Koschuh, 2008
- Podismopsis transsylvanica Ramme, 1951
- Podismopsis tumenlingensis Zhang & Ren, 1992
- Podismopsis tuqiangensis Zheng & Shi, 2010
- Podismopsis ussuriensis Ikonnikov, 1911
- Podismopsis viridis Ren, Zhang & Zheng, 1994
- Podismopsis yurii Storozhenko, 2006